# Соціологія релігії
Соціоло́гія релі́гії — галузь релігієзнавства і соціології, що досліджує взаємодію релігії та суспільства, вплив релігії на соціальну поведінку індивідів, груп, спільнот.
Функціонуючи на межі теології та соціології, вона розглядає релігію передусім як соціальний феномен (але зазвичай окремо від Бога, не звертаючи на нього увагу, бо Він поза суспільством).
Соціологія релігії — наука, що вивчає релігійні явища в лоні суспільства, і суспільні явища в лоні релігії. Центральна тема — взаємодія релігії і суспільства.

## Історія науки
Засади соціології релігії були сформовані наприкінці XIX ст. старанням німецьких філософів, соціологів Макса Вебера (1864–1920), Георга Зіммеля (1858–1918), французького філософа, соціолога Еміля Дюркгейма (1858–1917), англійського соціолога польського походження, етнографа, антрополога Броніслава Малиновського (1884–1942).
На думку М. Вебера, соціолог, на відміну від теолога й філософа, не повинен торкатися питання про джерело релігії і визначати якусь метафізичну «сутність» релігії. Соціолога цікавить не сутність релігії, а умови її існування. Інакше кажучи, для соціолога релігія цікава лише як особливий тип мотивації соціальної поведінки людей.
Макс Вебер розглядав релігію як соціокультурний інститут, який надає віруючим певне тлумачення світу і забезпечує їх засобами орієнтації в ньому. Релігія також задає систему цінностей і норм, відповідно до яких одні дії забороняються, а інші — дозволяються. Тим самим вона відіграє роль соціального регулятора діяльності людини.
Особливу увагу Макс Вебер приділяв також обумовленості конкретної релігійної ідеології соціально-економічними реаліями суспільства.
Інший підхід до дослідження релігії демонстрував французький соціолог Еміль Дюркгайм. Він розглядав релігію як створений людиною соціальний інститут, що формується як відповідь на окремі умови існування з метою задоволення певних соціальних потреб (див. соціалізація). Джерелом релігії відтак є сам соціальний спосіб існування людей. У релігії суспільство нібито обожнює себе, а зміст і призначення релігії полягає у тому, щоб культивувати соціальне почуття, забезпечити вплив колективу на індивіда.
Еміль Дюркгайм визначив релігію «як цілісну систему вірувань і обрядів, що відносяться до священних речей, тобто до речей особливих, заборонних, як систему таких вірувань і обрядів, які поєднують у єдину моральну громаду,…, всіх тих, хто визнає ці вірування і обряди». Інакше кажучи, священне, релігійне і соціальне певною мірою абстрактно ототожнюються: «священні об'єкти» тлумачаться як символи суспільної єдності, ідентифікації, релігійні настанови є державними законами або тісно з ними корелюють тощо.
Крім того, Дюркгайм визнавав наявність безперервного процесу звільнення всіх сфер громадського життя від впливу релігії. Однак розвиток цього процесу не означає кінця релігійності. Релігія, на його думку, буде існувати завжди, бо не може існувати таке суспільство, яке б не потребувало регулярного пожвавлення і підкріплення колективних почуттів та ідей, що затверджують його єдність та індивідуальність.

## Основи
Об'єкт: релігійний феномен та взаємовідносини між релігійним досвідом і соціальною структурою. Не віра чи благодать, але їх прояви (технічно — об'єктивізація) у певному суспільстві. Нейтральна дисципліна, не приймає позиції ані «за», ані "проти".
Метод: загальний метод: проблема — гіпотеза — перевірка
Методи соціології:
- опитування і статистичний аналіз (складність — інтерпретація, розбіжність сенсу, що вкладається в слова)
- спостереження (стандартизоване чи включене, особливо для вивчення нових рухів)
- крос-культурний порівняльний аналіз
- контент-аналіз (аналіз текстів проповідей чи релігійної літератури)
- аналіз письмових джерел, історичних документів (найпоширеніший)

Головне для неї — соціальний вимір релігії, її вплив на соціальну поведінку. У сфері інтересів цієї галузі не релігія сама по собі, а те, як відбувається процес формування, функціонування релігійних об'єднань, інших інститутів, стосунки всередині них і між ними. Вона виходить з того, що належність індивідів до певної релігійної спільноти не завжди впливає на їх поведінку, а релігійні інститути нерідко визначають дії людей незалежно від їх вірувань, а то й навіть усупереч їм. Поза межами її дослідження перебуває все, на чому зосереджена релігійна поведінка віруючих — Бог, трансцендентне, надприродне. Не переймається вона й сутнісними особливостями релігії. Нині її погляд спрямований на соціальні аспекти розвитку нетрадиційних релігій та неорелігій, екуменістичні тенденції, процеси секуляризації, динаміку релігійності населення та ін.
Отже, соціологія релігії — вивчає форми впливу релігії на суспільство, і суспільства — на релігію; емпірична наука, заснована на спостереженні та інтерпретації релігійних фактів; не нормативна, а індикативна, імовірнісна автономна дисципліна (як в об'єкті, так і в методі), але в діалозі з іншими дисциплінами (богослов'я, етика). В методі відштовхується не від змісту одкровення чи віри, але від «польового» спостереження. Об'єкт аналізує, даючи соціологічну інтерпретацію, а не етичну чи моральну оцінку. Є корисною особливо для пасторальної теології, бо дозволяє пояснити релігійну поведінку і відносини між спільнотою вірних та суспільством. Знаходиться в діалозі з пасторальною теологією (котра надає контекст і матеріал для соціологічного дослідження, а соціологія дає наукову оцінку проблематикам і можливі її рішення) та соціальним вченням Церкви (Павло VI у «Octogesima Adveniens» накреслює 3 головних завдання для суспільного вчення Церкви: 1) аналіз соціальної дійсності, 2) оцінка у світлі принципів віри, 3) практичні пропозиції для вирішення проблем. В першому пункті соціологія релігії і СВЦ збігаються).
Підходи до соціології релігії:
1. конфесійний,
2. атеїстичний,
3. феноменологічний